# TK BOX 〜TETSUYA KOMURO HIT HISTORY〜
『TK BOX 〜TETSUYA KOMURO HIT HISTORY〜』（ティーケー・ボックス テツヤ・コムロ・ヒット・ヒストリー）は、2011年5月31日にエイベックスから発売されたコンピレーション・アルバムである。

## 概要
2011年5月31日から発売を開始し、当初はエイベックスから当初発売された通販限定CDアルバム『十八番（オハコ） 〜J-POP 90's BEST〜』をインフォマーシャルとして放送していた。

## 内容
- 1980年代後半から1990年代・2000年代前半までの小室哲哉が作曲を手掛けたのヒット曲によるコンピレーション・アルバム。
- CD4枚組・全57曲、DVD1枚・全12曲入。

## 収録曲

### DISC 1
1. EZ DO DANCE / TRF
作詞・作曲・編曲：小室哲哉
ブリストル・マイヤーズ スクイブ『シーブリーズ』CMソング
2. survival dAnce 〜no no cry more〜 / TRF
作詞・作曲・編曲：小室哲哉
フジテレビ系ドラマ『17才-at seventeen-』主題歌
3. masquerade / TRF
作詞・作曲：小室哲哉、編曲：小室哲哉・久保こーじ
三貴『カメリアダイヤモンド』CMソング
4. CANDY GIRL / hitomi
作詞：hitomi、作曲：小室哲哉、編曲：小室哲哉・久保こーじ
コダック『スナップキッズEX』CMソング
5. GOING GOING HOME / H Jungle with t
作詞・作曲：小室哲哉、編曲：小室哲哉・久保こーじ
フジテレビ系『HEY!HEY!HEY! MUSIC CHAMP』イメージソング
6. Chase the Chance / 安室奈美恵
作詞：小室哲哉・前田たかひろ、作曲・編曲：小室哲哉
日本テレビ系土曜ドラマ『ザ・シェフ』主題歌
7. Don't wanna cry / 安室奈美恵
作詞：小室哲哉・前田たかひろ、作曲・編曲：小室哲哉
ダイドードリンコ『mistio』CFイメージソング
8. FREEDOM / globe
作詞：小室哲哉・MARC、作曲・編曲：小室哲哉
KDD（現:KDDI）CMソング
9. Can't Stop Fallin' in Love / globe
作詞：小室哲哉・MARC、作曲・編曲：小室哲哉
東日本旅客鉄道（JR東日本）「JR ski ski」キャンペーンソング
10. YOU ARE THE ONE / TK PRESENTS
作詞：小室哲哉・MARC・DJ KOO・hitomi、作曲・編曲：小室哲哉
11. FACE / globe
作詞：小室哲哉・MARC、作曲・編曲：小室哲哉
フジテレビ系木曜劇場『彼女たちの結婚』主題歌
NTT『まるちねっとフェア』CMソング
12. NEVER END / 安室奈美恵
作詞・作曲・編曲：小室哲哉
13. a song is born / 浜崎あゆみ & KEIKO
作詞：浜崎あゆみ、作曲・編曲：小室哲哉
14. DEPARTURES (ARRIVAL version) / globe
作詞：小室哲哉・MARC、作曲・編曲：小室哲哉
東日本旅客鉄道（JR東日本）「JR ski ski」キャンペーンソング

### DISC 2
1. My Revolution / 渡辺美里
作詞：川村真澄、作曲：小室哲哉、編曲：大村雅朗
TBS系『セーラー服通り』主題歌
2. Kimono Beat / 松田聖子
作詞：松本隆、作曲：小室哲哉、編曲：大村雅朗
3. 悲しいね / 渡辺美里
作詞：渡辺美里、作曲・編曲：小室哲哉
4. BEYOND THE TIME (メビウスの宇宙を越えて) / TM NETWORK
作詞：小室みつ子、作曲・編曲：小室哲哉
アニメ映画『機動戦士ガンダム 逆襲のシャア』主題歌
5. SEVEN DAYS WAR / TM NETWORK
作詞：小室みつ子、作曲・編曲：小室哲哉
映画『ぼくらの七日間戦争』主題歌
6. GET WILD '89 / TM NETWORK
作詞：小室みつ子、作曲：小室哲哉、Remix：Pate Hammond
7. ドリームラッシュ / 宮沢りえ
作詞：川村真澄、作曲・編曲：小室哲哉
8. GRAVITY OF LOVE / 小室哲哉
作詞・作曲・編曲：小室哲哉
9. LOVE TRAIN / TMN
作詞・作曲・編曲：小室哲哉
三貴『カメリアダイヤモンド 〜RED ROCK編〜』CMソング
10. 恋しさと せつなさと 心強さと / 篠原涼子 with t.komuro
作詞・作曲・編曲：小室哲哉
アニメ映画『ストリートファイターII MOVIE』主題歌
11. もっと もっと… / 篠原涼子 with t.komuro
作詞・作曲：小室哲哉、編曲：小室哲哉・久保こーじ
マンダム『トリーティア ハーブinウオーター』CMソング
12. love the island / 鈴木あみ
作詞：小室哲哉・MARC、作曲・編曲：小室哲哉
グアム政府観光局『グアム大夏祭'98キャンペーン』CMソング
13. Girls, be ambitious! / TRUE KiSS DESTiNATiON
作詞・作曲・編曲：小室哲哉
フジテレビ系ドラマ『ナオミ』主題歌
14. BE TOGETHER / 鈴木あみ
作詞：小室みつ子、作曲・編曲：小室哲哉
モスバーガー「夏のキャンペーン」CMソング

### DISC 3
1. 寒い夜だから… / TRF
作詞・作曲・編曲：小室哲哉
2. BOY MEETS GIRL / TRF
作詞・作曲・編曲：小室哲哉
3. Overnight Sensation 〜時代はあなたに委ねてる〜 / TRF
作詞・作曲：小室哲哉、編曲：小室哲哉・久保こーじ
ホンダ『ライブDio』CMソング
4. WOW WAR TONIGHT 〜時には起こせよムーヴメント / H Jungle with t
作詞・作曲：小室哲哉、編曲：小室哲哉・久保こーじ
フジテレビ系『HEY!HEY!HEY! MUSIC CHAMP』イメージソング
5. GO TO THE TOP / hitomi
作詞：hitomi、作曲：小室哲哉、編曲：小室哲哉・久保こーじ
テレビ朝日系月曜ドラマ・イン『カケオチのススメ』挿入歌
6. Feel Like dance / globe
作詞・作曲・編曲：小室哲哉
フジテレビ系木曜劇場『ひとりにしないで』主題歌
7. Joy to the love (globe) / globe
作詞・作曲・編曲：小室哲哉
トヨタ自動車『サイノス』CMソング
8. Body Feels EXIT / 安室奈美恵
作詞・作曲・編曲：小室哲哉
タイトー・家庭用通信カラオケ『X-55』TV-CFソング
9. SWEET PAIN / globe
作詞・作曲・編曲：小室哲哉
TDK『NEW DJ』CMソング
10. by myself / hitomi
作詞：hitomi、作曲・編曲：小室哲哉
関西テレビ・フジテレビ系ドラマ『もう我慢できない!』挿入歌
11. SWEET 19 BLUES / 安室奈美恵
作詞・作曲・編曲：小室哲哉
東映配給映画『That's カンニング! 史上最大の作戦?』エンディング・テーマ
12. CAN YOU CELEBRATE? / 安室奈美恵
作詞・作曲・編曲：小室哲哉
フジテレビ系ドラマ『バージンロード』主題歌
13. FACES PLACES / globe
作詞：小室哲哉・MARC、作曲・編曲：小室哲哉
銀座ジュエリーマキ『エステートツインジュエリー』CMソング
14. I HAVE NEVER SEEN / 安室奈美恵
作詞：小室哲哉・MARC、作曲・編曲：小室哲哉
日本テレビ系水曜ドラマ『夜逃げ屋本舗』主題歌

### DISC 4
1. JINGI・愛してもらいます / 中山美穂
作詞：松本隆、作曲：小室哲哉、編曲：大村雅朗
東映映画『ビー・バップ・ハイスクール 高校与太郎哀歌』主題歌
2. 愛を今信じていたい / 堀ちえみ
作詞：秋元康、作曲：小室哲哉、編曲：武部聡志
3. 50/50 フィフティー・フィフティー / 中山美穂
作詞：田口俊、作曲：小室哲哉、編曲：船山基紀
4. Good Morning-Call / 小泉今日子
作詞：小泉今日子、作曲：小室哲哉、編曲：清水信之
味の素『クノール・カップスープ』キャンペーン・イメージソング
5. 夢みてTRY / 田中美奈子
作詞・作曲・編曲：小室哲哉
TBS系ドラマ『トップスチュワーデス物語』主題歌
6. TOO SHY SHY BOY! / 観月ありさ
作詞・作曲：小室哲哉、編曲：小室哲哉・久保こーじ
キリンビバレッジ『シャッセ』CFソング
7. 国境に近い愛の歌 / 牧瀬里穂
作詞：秋元康、作曲：小室哲哉、編曲：久保こーじ
8. Only You (Original Mix) / 内田有紀
作詞・作曲・編曲：小室哲哉
ロッテリアCMソング
9. 恋をするたびに傷つきやすく… / 翠玲
作詞：秋元康、作曲：小室哲哉、編曲：小室哲哉・久保こーじ
テレビ東京系アニメ『ナースエンジェルりりかSOS』オープニング・テーマ
10. I BELIEVE (Radio Edit) / 華原朋美
作詞・作曲・編曲：小室哲哉
ミナミスポーツ『JOY OF SPORTS』CFイメージソング
『FM FESTIVAL '95』キャンペーンソング
11. I'm proud (Radio Edit) / 華原朋美
作詞・作曲・編曲：小室哲哉
TBC（東京ビューティセンター）『the レディエステティック』CMソング
12. Baby baby baby / dos
作詞：小室哲哉・前田たかひろ、作曲・編曲：小室哲哉
資生堂ファイントイレタリー（現:エフティ資生堂）『ティセラ』CMソング
13. LOVE BRACE / 華原朋美
作詞・作曲・編曲：小室哲哉
第一興商『DAM』CMソング
14. MOONLIGHT SHADOW-月に吠えろ / 中森明菜
作詞：高見沢俊彦、作曲・編曲：小室哲哉
第一興商『DAM』CMソング
15. 幸せの表現 〜feat. Joanne / GABALL
作詞・作曲・編曲：小室哲哉
読売テレビ・日本テレビ系ドラマ『14ヶ月〜妻が子供に還っていく〜』主題歌

### DISC 5（DVDのみ）
DVD「小室哲哉ピアノコンサート〜崇城大学市民ホール〜」。2010年2月18日に熊本県の崇城大学で行われた、小室哲哉によるピアノコンサートの未発表映像を収録。
1. トッカータとフーガ ニ短調
2. Feel Like dance
3. My Revolution
4. GET WILD
5. TIME TO COUNT DOWN
6. CAROL組曲
7. DEPARTURES
8. I'm proud
9. I BELIEVE
10. CAN YOU CELEBRATE?
11. WOW WAR TONIGHT 〜時には起こせよムーヴメント
12. Precious Memories

## 関連商品
- 十八番 〜J-POP 90's BEST〜
- a-box 〜avex Best Hit Collection〜